# 44e cérémonie des National Society of Film Critics Awards
La 44e cérémonie des National Society of Film Critics Awards (NSFC Awards), décernés par la National Society of Film Critics, a eu lieu le 3 janvier 2010, et a récompensé les films réalisés l'année précédente.

## Palmarès

### Meilleur film
1. Démineurs (The Hurt Locker)
2. L'Heure d'été
3. Inglourious Basterds

### Meilleur réalisateur
1. Kathryn Bigelow pour Démineurs (The Hurt Locker)
2. Olivier Assayas pour L'Heure d'été
3. Wes Anderson pour Fantastic Mr. Fox

### Meilleur acteur
1. Jeremy Renner pour le rôle du Sergent William James dans Démineurs (The Hurt Locker)
2. Jeff Bridges pour le rôle de Bad Blake dans Crazy Heart
3. Nicolas Cage pour le rôle de Terence McDonagh dans Bad Lieutenant : Escale à La Nouvelle-Orléans (The Bad Lieutenant: Port of Call New Orleans)

### Meilleure actrice
1. Yolande Moreau pour le rôle de Séraphine de Senlis dans Séraphine
2. Meryl Streep pour le rôle de Julia Child dans Julie et Julia (Julie and Julia) et pour le rôle de Mrs. Felicity Fox dans Fantastic Mr. Fox
3. Abbie Cornish pour le rôle de Fanny Brawne dans Bright Star

### Meilleur acteur dans un second rôle
(ex æquo)
1. Christoph Waltz pour le rôle du colonel Hans Landa dans Inglourious Basterds
1. Paul Schneider pour le rôle de Charles Armitage Brown dans Bright Star
2. Christian McKay pour le rôle d'Orson Welles dans Me and Orson Welles

### Meilleure actrice dans un second rôle
1. Mo'Nique pour le rôle de Mary Lee Johnston dans Precious (Precious: Based on the Novel 'Push' by Sapphire)
2. Anna Kendrick pour le rôle de Natalie Keener dans In the Air (Up in the Air)
3. Samantha Morton pour le rôle d'Olivia Pitterson dans The Messenger

### Meilleur scénario
1. A Serious Man – Joel et Ethan Coen
2. L'Heure d'été – Olivier Assayas
3. Inglourious Basterds – Quentin Tarantino

### Meilleurs décors
1. Fantastic Mr. Fox – Nelson Lowry
2. Avatar – Rick Carter
3. Coraline – Henry Selick

### Meilleure photographie
1. Le Ruban blanc (Das Weiße Band) – Christian Berger
2. Démineurs (The Hurt Locker) – Barry Ackroyd
3. Instants éternels (Maria Larssons eviga ögonblick) – Jan Troell et Mischa Gavrjusjov

### Meilleur film en langue étrangère
1. L'Heure d'été •  France
2. 35 rhums •  France
3. Instants éternels (Maria Larssons eviga ögonblick) •  Suède
4. Policier, adjectif (Poliţist, Adjectiv) •  Roumanie

### Meilleur film documentaire
1. Les Plages d'Agnès
2. Tyson
3. Anvil! The Story of Anvil

### Film Heritage
1. Restauration de Rashōmon par l'Academy Film Archive, le National Film Center du National Museum of Modern Art, Tokyo et Kadokawa Pictures, Inc., financé par la Kadokawa Culture Promotion Foundation et The Film Foundation.
2. Bruce Posner pour la restauration de Manhatta.
3. Treasures from American Film Archives, Vol. 4: Avant-Garde 1947-1986 (National Film Preservation Foundation).
4. Warner Archive Collection.
5. The Red Shoes, restauré par l'UCLA Film & Television Archive, financé par The Film Foundation, l'HFPA et la Louis B. Mayer Foundation.
6. Kino International : Avant-Garde Volume 3 (Experimental Cinema 1922-1954).